# Dorfkirche Stappenbeck

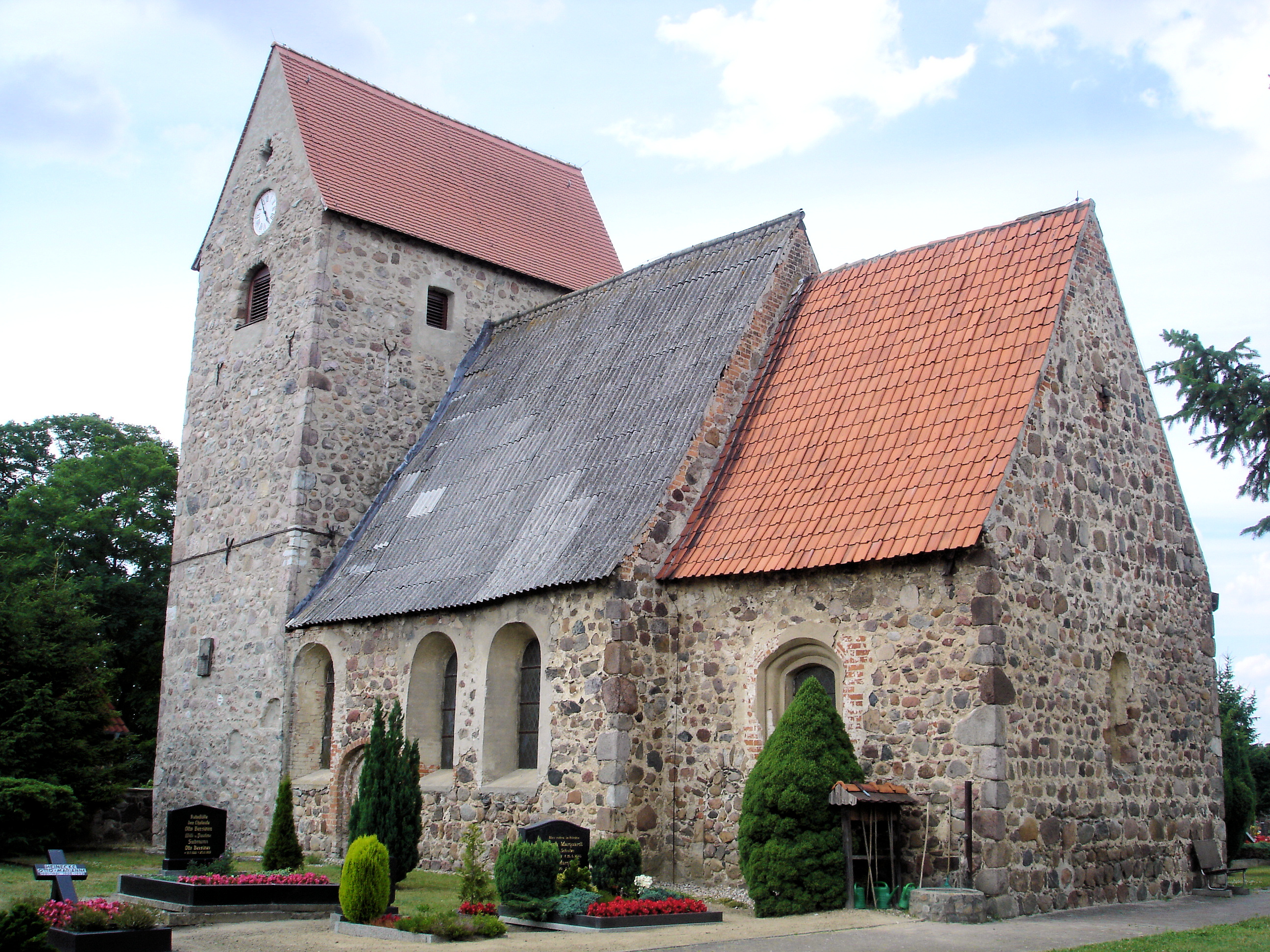
Dorfkirche Stappenbeck, 2009, noch mit provisorischem Langhausdach

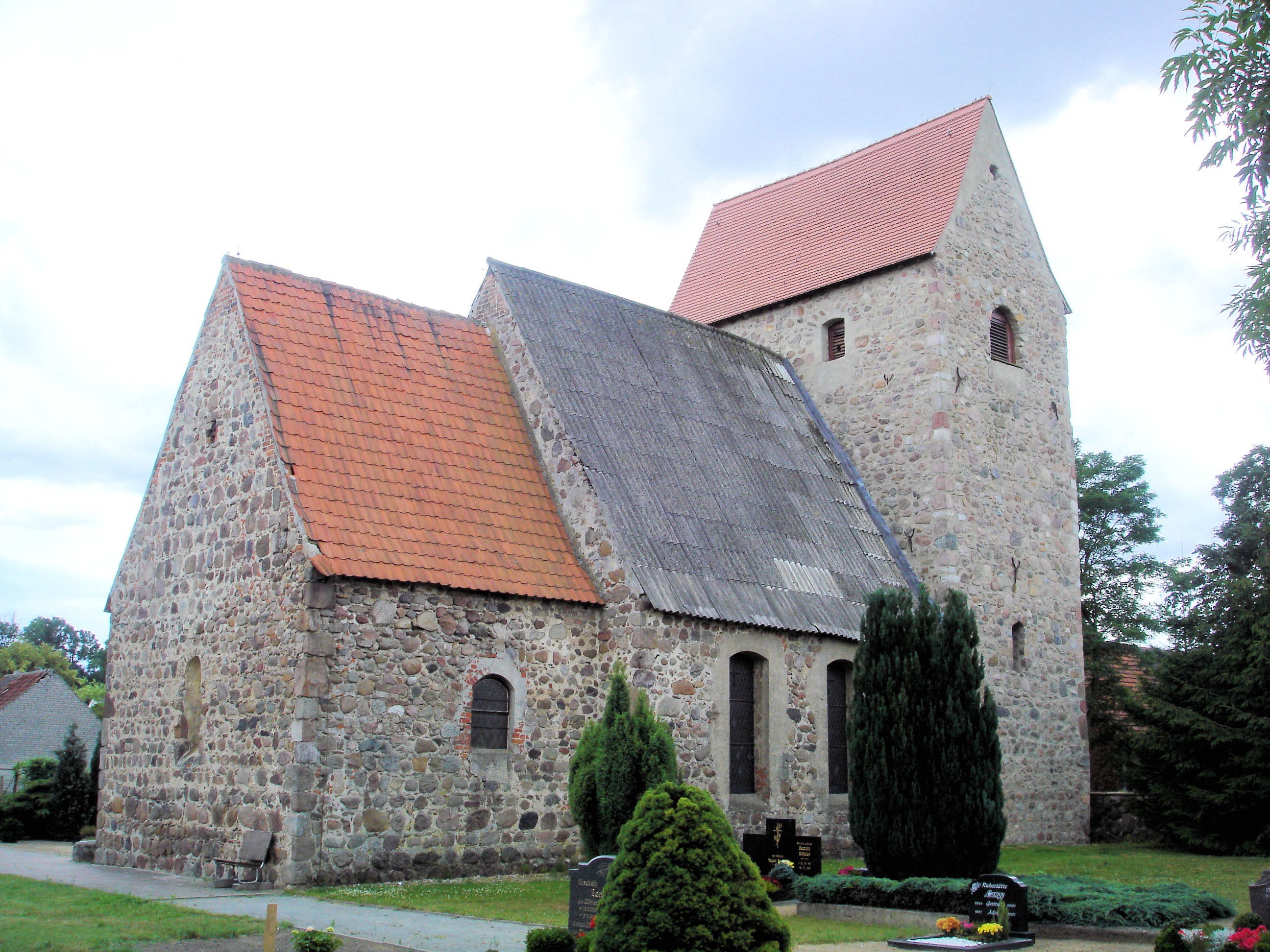
Nordostansicht

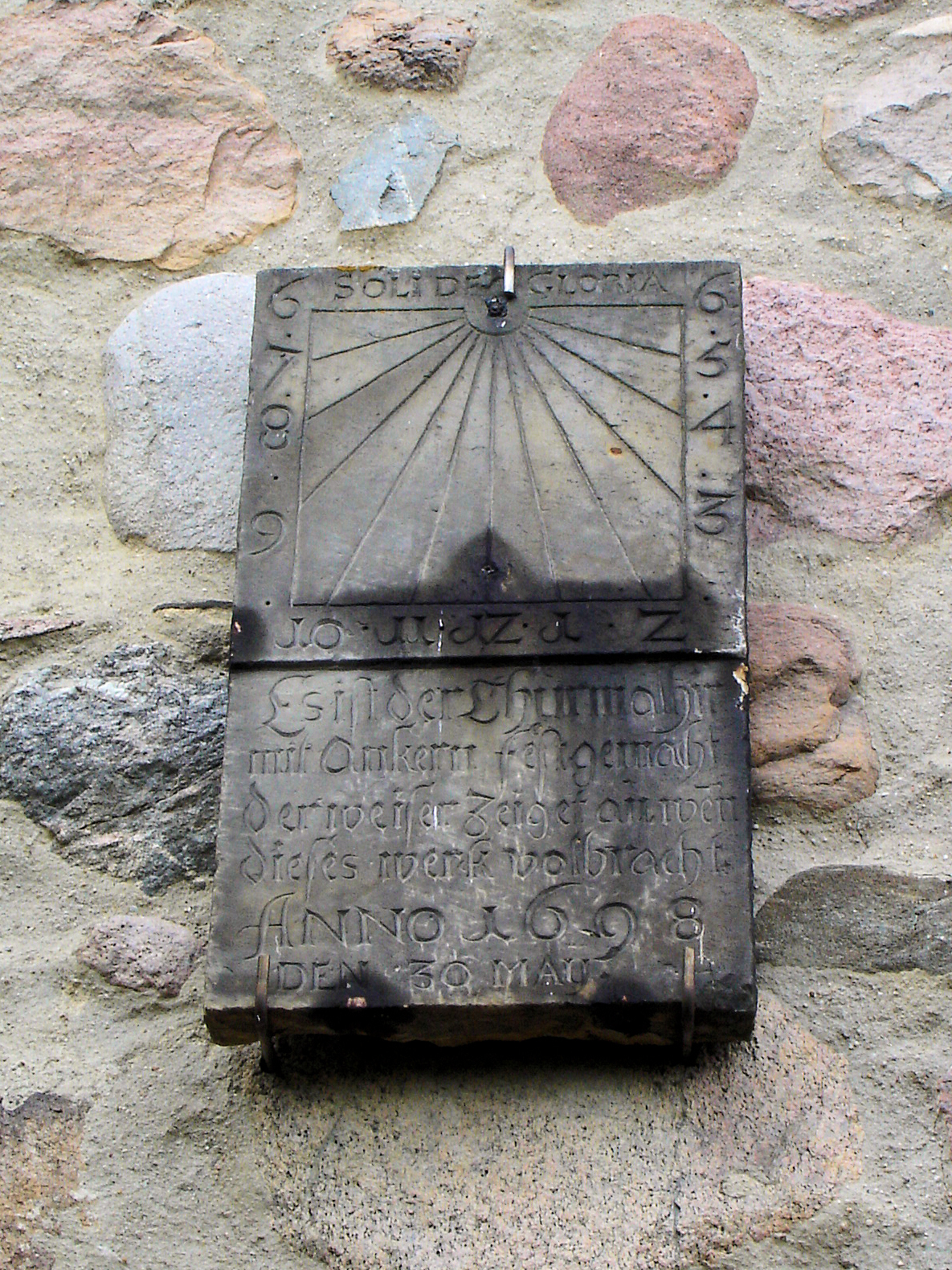
Sonnenuhr

Die evangelische Dorfkirche Stappenbeck ist eine spätromanische Saalkirche im Ortsteil Stappenbeck von Salzwedel im Altmarkkreis Salzwedel in Sachsen-Anhalt. Sie gehört zur Kirchengemeinde St. Georg Salzwedel im Kirchenkreis Salzwedel der Evangelischen Kirche in Mitteldeutschland.

## Geschichte und Architektur
Die Kirche ist ein Bauwerk aus Feldstein aus Westquerturm, kurzem Schiff und eingezogenem quadratischen Chor aus der ersten Hälfte des 13. Jahrhunderts. Das ehemalige Hauptportal an der Südseite des Schiffs ist rundbogig mit zweifach abgestufter Backsteinlaibung; an der Chorsüdseite ist eine vermauerte Priesterpforte zu erkennen; das Westportal stammt von 1913. An der Ostseite befindet sich ein schmales ursprüngliches Rundbogenfenster aus Feldstein. Die ursprünglichen Fenster des Schiffs waren nach Resten an der Nordseite offenbar mit gedrückten Rundbögen aus Backstein ausgebildet. An der Chorsüdseite befindet sich ein spätgotisches Stichbogenfenster, die übrigen Fenster sind neuzeitlich. An der Südseite des Turms ist eine Sonnenuhr mit der Jahreszahl 1698 angebracht.
Im Schiff ist eine ornamental bemalte, neuzeitliche Balkendecke von 1908 eingezogen. Ein runder Triumphbogen gliedert den Raum; der Chor wird durch ein spitzbogiges Kreuzgratgewölbe gedeckt. Wegen akuter Gefährdung durch Steinschlag wurde in den Jahren von 1999 bis 2002 eine Sanierung des Mauerwerks am Turm erforderlich.

## Ausstattung
Das Hauptstück der Ausstattung ist ein künstlerisch wertvolles spätgotisches Schnitzaltarretabel vom Ende des 15. Jahrhunderts; im Schrein ist die Muttergottes zwischen je zwei Reliefs mit Heiligenlegenden dargestellt, in den Flügeln befanden sich ehemals 16 Heilige in zwei Reihen, sechs weitere ehemals in der Predella; nach Diebstahl eines Teils der Figuren wurden die verbliebenen in den Flügeln konzentriert.
Die hölzerne Kanzel ist mit Gemälden der vier Evangelisten aus der Mitte des 17. Jahrhunderts versehen. Sie wurde 1833 restauriert und steht nicht mehr am ursprünglichen Standort. Im Chor befindet sich beidseitig Gestühl mit Flachschnitzereien und Gemälden, darunter Moses und Aaron, sowie der Hauptmann von Kafarnaum vom Anfang des 17. Jahrhunderts. Die Westempore zeigt in den Brüstungsgemälden Christus und die zwölf Apostel aus der zweiten Hälfte des 17. Jahrhunderts. Das etwa gleichzeitige Gestühl im Schiff wurde 1913 verändert, die ehemaligen Türen mit Gemälden alttestamentarischer Frauen und Männer wurden an die hinteren Bankreihen versetzt.
Eine Kopie des Segnenden Christus nach Bertel Thorvaldsen gehört ebenfalls zur Ausstattung. Im Eingangsbereich sind drei Pastorengrabsteine mit Inschriften und Wappen aus dem 17. und dem Anfang des 18. Jahrhunderts aufgestellt. Ein spätmittelalterlicher Kelch stammt aus der ersten Hälfte des 15. Jahrhunderts, eine später eingravierte Inschrift nennt die Jahreszahl 1647. Im Glockenstuhl befindet sich eine spätmittelalterliche Glocke mit dem Schlagton fis+1, die aus der Zeit um 1300 stammt.